# 妙乐寺塔
35°04′31″N 113°19′15″E / 35.07528°N 113.32083°E
妙乐寺塔位于中国河南省焦作市武陟县大虹桥乡东张村，2001年被列为第五批全国重点文物保护单位。
妙乐寺已毁，仅存寺塔，始建于唐，后周显德二年（955年）重修。塔为十三级密檐叠涩式砖塔，平面呈方形，内部空心，底边长9米，高34.19米。